# Ballıkaya, Kurtalan
Ballıkaya là một xã thuộc huyện Kurtalan, tỉnh Siirt, Thổ Nhĩ Kỳ. Dân số thời điểm năm 2008 là 445 người.